# 조기수 묘역
조기수 묘역은 대한민국 경기도 화성시 동탄면 목리에 있다. 2008년 12월 4일 화성시의 향토문화재 제22호로 지정되었다가, 2019년 10월 23일 향토문화재(기념물) 제7호로 변경 재분류되었다.

## 개요
이 묘역은 조선시대 효종에서 숙종때 사람인 조기수(1653~1695) 묘역으로 인조의 손녀사위이자 효조의 조카사위로 알려져 있다.